# Anfiteatro romano

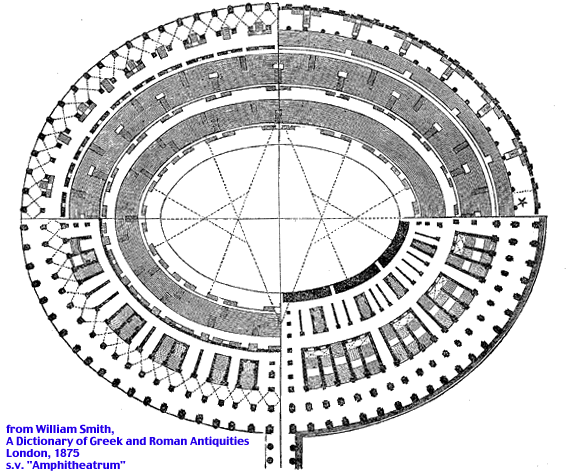
Planta de un anfiteatro romano

Un anfiteatro romano es un vasto edificio público de forma circular, con pisos graduados, organizado alrededor de una arena donde se daban espectáculos de gladiadores que cazaban animales salvajes, o batallas navales excepcionales. Se le conocen restos muy reconocidos y numerosos.

## Historia

### Orígenes del anfiteatro
El anfiteatro se presenta como la combinación de dos teatros. Se compone por una arena y alrededor de ella gradas. Los primeros edificios de este tipo fueron construidos en madera, y posteriormente, las construcciones se volvieron inmensas, utilizando ladrillo y piedra. Los más grandes se componían por tres o cuatro pisos y podían tener alturas considerables, (57 metros para el anfiteatro (Coliseo de Roma). 

#### Primeras realizaciones
En la Roma antigua, en la región de Campania, al sur de Italia, se construyeron los primeros edificios permanentes gracias a una distribución de relieve natural. Esta última estructura se llamaba cávea (jaula). El anfiteatro romano de Pompeya, construido hacia el año 70 a. C., es el más antiguo que se ha logrado conservar. Las construcciones de Capoue y Pozzuoli, realizados al final del siglo II, constituyen dos de los ejemplos más antiguos de este monumento que acogía los combates de gladiadores (munera en latín) y las fieras (venationes).

#### Primeros edificios en Roma
La costumbre de organizar tales espectáculos no era una novedad. Los combates eran atestiguados en Etruria y en Campania. En la misma Roma, se disputa por primera vez en 264 a. C., en el fórum Boarium, siendo realizado en varias ocasiones en el mismo lugar. La plaza donde se había excavado sirvió también como arena. Las gradas de madera alrededor recibían a los espectadores. Posteriormente, el anfiteatro ya no era el único lugar donde se realizaban combates de gladiadores. El primer anfiteatro en Roma se construyó en 29 a. C., y fue concurrido por mucho tiempo por el foro romano.

### A partir del anfiteatro
Los anfiteatros se multiplicaron. En casi todos los casos la arena tenía un plan elíptico, que se debía a la favorable percepción del espectáculo que le daba al público. Se podía entrar a ella por puertas situadas en los extremos del eje elíptico. A partir de la época Agustina, se podía encontrar bajo el suelo habitaciones con pasillos conectados con la superficie por medio de pequeños escalones. Los montacargas movían a las bestias hacia la superficie. Una desnivelación alta separaba la arena del público. Como en el teatro, las gradas estaban divididas horizontalmente y verticalmente. En los edificios más viejos, la arena a veces estaba agujerada y la cávea estaba adosada al terreno natural, retenida por un muro en su periferia. El acceso a las gradas estaba limitado al exterior de la construcción. Este modo de construcción se siguió hasta los años 60 d. C., y se cambió a la estructura teatral. Los muros formaban arcos y eran la base de sostén para las gradas. Las galerías periféricas y sus escaleras integradas a la cávea conducían a vomitorios. La fachada del monumento se presentaba como una superposición de uno a tres niveles y un ático. 

#### El ejemplo del Coliseo
El ejemplar más grande y más elaborado de estas construcciones es el Coliseo. Iniciado en 71 o 72 gracias a la iniciativa de Vespasiano, fue inaugurado sobre el mandato del emperador romano Tito. Por cien días ocurrieron espectáculos durante los cuales se asesinaron a 5 mil bestias salvajes. La construcción fue terminada con Domiciano después de doce años de trabajo continuo. Su arena de 79,35 × 47,20 constaba de una cávea de 187,75 × 155,60 m. Con cincuenta y seis filas, divisadas por clases sociales, cabían alrededor de 55 000 personas. Los primeros asientos que se recibieron eran móviles; los últimos construidos en madera, se encontraban debajo de un pórtico. La fachada exterior travertin se componía de tres niveles de ochenta figuras que seguían los órdenes dórico-toscano, jónico y corintio. Un ático con columnas corintias coronaban la construcción, atravesado por ventanas y decorado con varios escudos. En su último estado, el sótano de la arena estaba completamente unido por un corredor subterráneo a la gran parte donde se encontraban los gladiadores que estaba a proximidad del anfiteatro. El edificio sirvió como modelo de numerosos anfiteatros construidos en el Imperio Romano.

### Construcción de anfiteatros en la provincia
En el oriente, el anfiteatro tenía una difusión muy débil. Generalmente tenían una escena con orquesta en el pódium. En los países en donde la cultura griega estaba bien implantada, muy pocos anfiteatros fueron construidos. Los teatros y los estadios fueron unidos para recibir ambos espectáculos. 
En Occidente, donde la construcción de los monumentos se consiguió a finales del siglo I hasta la mitad del siglo III, donde se convirtió en el signo más evidente del periodo romántico, pero este periodo junto con la urbanización se experimentaron a grados diferentes y diversos aspectos.

### Características de los anfiteatros galorromanos
Uno de los aspectos más notorios es la aparición de los anfiteatros rurales en las provincias occidentales más grandes de Roma: Galia, Aquitania y Bélgica en particular. No se encuentra en el mundo rural de Narbon. Son generalmente asociados a lugares cultuales (templos) y como ejemplos están Sceaux-du-Gâtinais, Areines, Montbouy, Triguères, Chevilly y Châteaubleau.
Otra característica de estos complejos santuarios es el que se encuentran en grupos de constelaciones a lo largo de los pueblos galos.
Estos sitios cultuales y culturales rurales presentan anomalías ya que necesitan una organización económica y por tanto, una población sedentaria.
Otro aspecto remarcable sobre los anfiteatros de provincias occidentales es la aparición de edificios mixtos.No es obligatorio la adición de la arena elíptica, pero más bien el engrandecimiento de la orquesta: esta última no es solamente más grande en cuanto a diámetro, también es mayor a la escena. Por esto, la construcción se ve reducida, pero se forma una elipse. Encontramos la misma distribución de puertas para los actores como en el teatro griego clásico, donde éstas se abren sobre la orquesta y no sobre la escena, como en el teatro romano. En cuanto a la cávea, ella toma una forma de arco y se convierte en un semicírculo.
Las modificaciones mayores hicieron de estos teatros los anfiteatros híbridos, «anfiteatros-teatros» o «anfiteatro con escena». Esta es la disposición de las arenas de Lutèce, Aquis Segeste, Areines, Montbouy, Triguères, Châteaubleau, y bien de otros anfiteatros galorromanos. Mientras más crece Roma, más construcciones hibridass se hacen.·. Éstos ahora se distinguirán en dos categorías: aquellas que servían para combates , donde las gradas inferiores están elevadas para la protección de los espectadores; y aquellas que no tienen pódium y por lo tanto la orquesta es un simple muro rectilíneo, muy semejante a un teatro griego, una vez más. Este último tipo, no puede específicamente tener combates en espectáculos, y por ello, se dan danzas, donde la orquesta circular se presta. Los escritos no eran un punto fuerte de los Galos, por eso ningún documento nos da idea de la existencia de espectáculos en sus teatros. Por el contrario, hay muchos artefactos que nos llevan en esta dirección: estatuas, (tesoro de Neuvy-en-Sullias por ejemplo), pinturas sugieren de laguna tipo de rito naturista que celebrar la fecundidad, un tema clásico conocido para ellos, e igualmente por sus excesos. - y, por qué no, la celebración de las innombrables divinidades galas y fuentes sagradas que generalmente estaban asociadas a sus teatros-anfiteatros. La hibridación de los teatros-anfiteatros fue otro signo de disociación entre el mundo romano.·.
En cuanto a la dimensión cultural, la repartición geográfica nos indica que estos complejos santuarios-teatros rurales existían principalmente en los sectores o las comunidades campesinas y estaban menos expuestas a grandes propietarios. Las condiciones sociopolíticas ayudaban a ver que en algún momento, estas comunidades tomaban el suficiente tamaño para convertirse en villas o pequeñas ciudades, por ejemplo, (Argenton-sur-Creuse), Grand y Leuque. La distribución geográfica de los centros culturales y cultuales rurales los unió al concepto de civitas.
Se pueden contar varios centenares de anfiteatros a través del Imperio romano, en los que se encuentran alrededor de 60 edificios de tipo galorromano.

Vista del interior del Coliseo
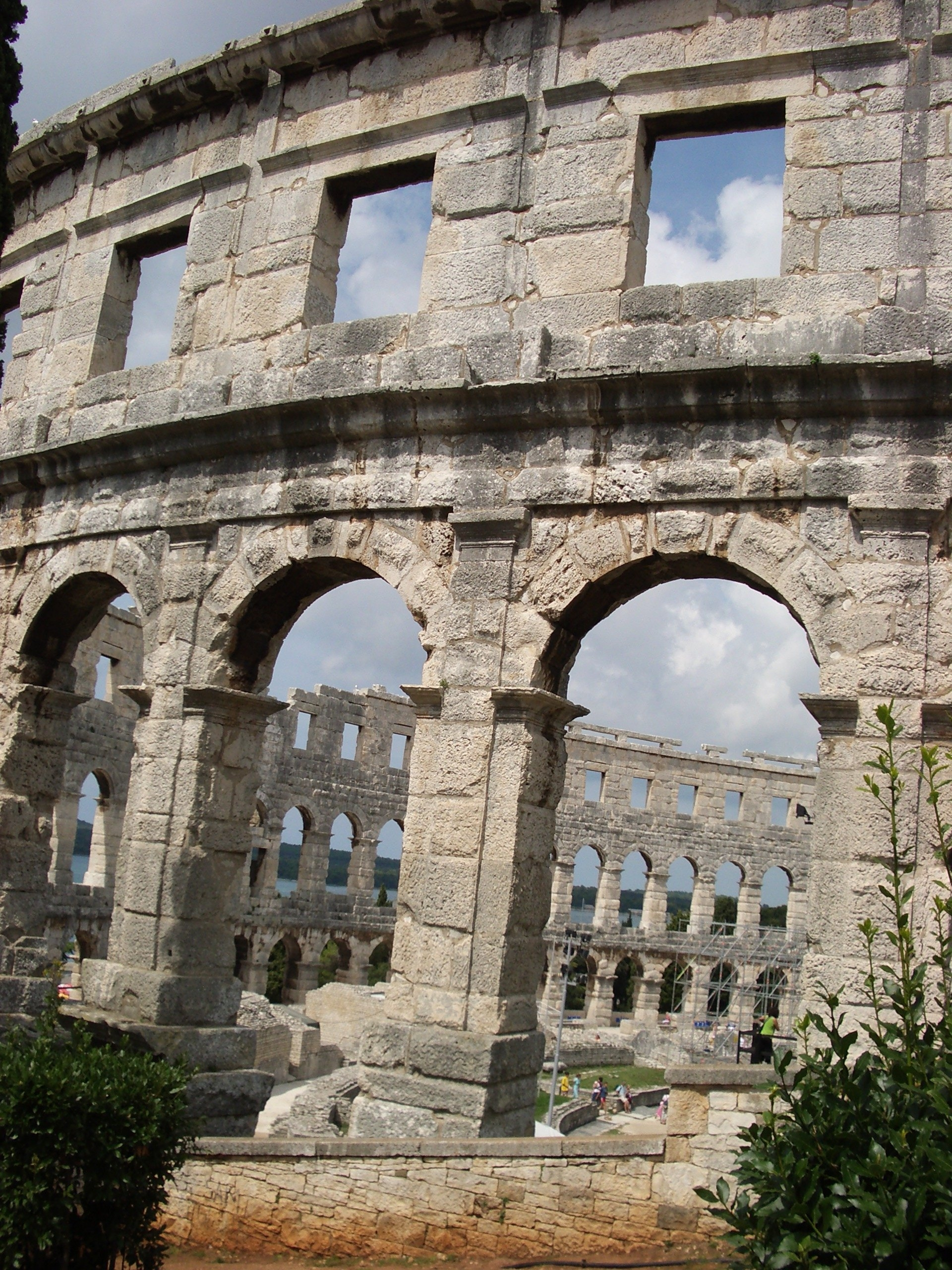
Anfiteatro de Pula
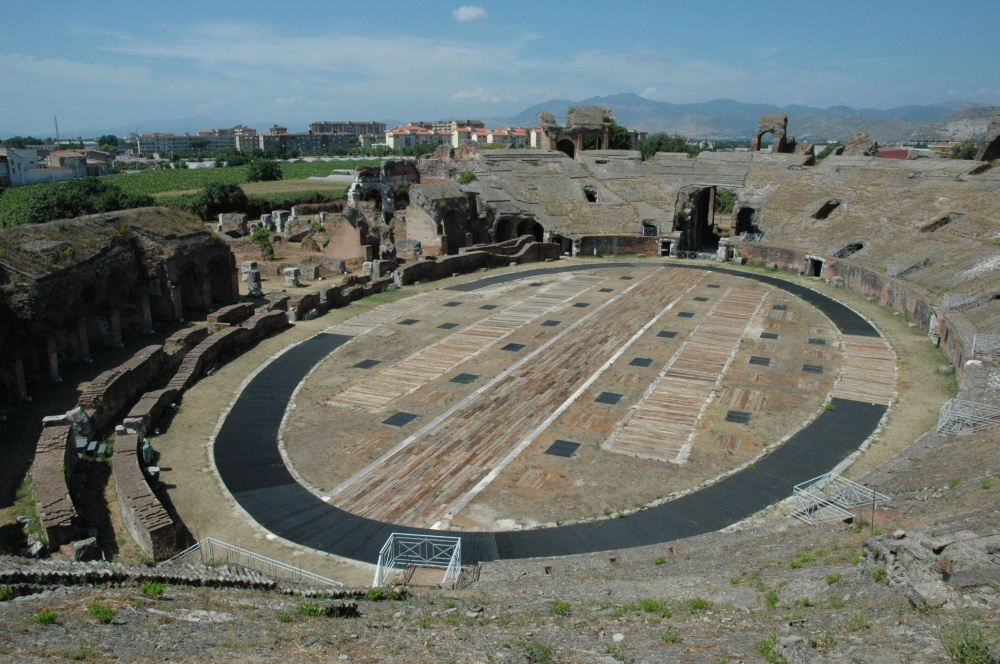
Anfiteatro de Capoue
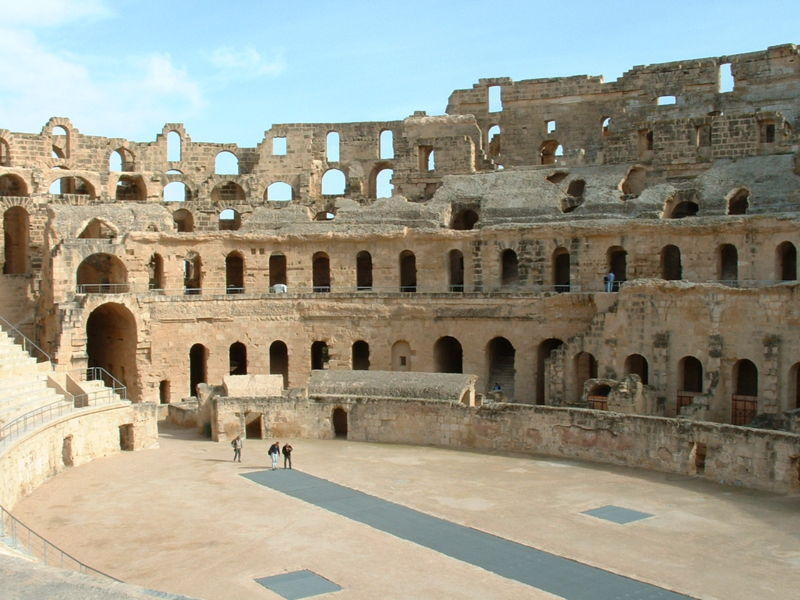
Anfiteatro de El Jem

## Los espectáculos del anfiteatro
El anfiteatro está principalmente dedicado a los combates de gladiadores. En la víspera de los combates se organizaba la cena libera, un gran banquete gratuito que se compartía con los espectadores que quisiesen ver los combates.  
Las batallas navales de  (naumaquias) podían estar organizadas al interior de ciertos edificios. También existían los acueductos que fueron especialmente construidos para acarrear el agua necesaria a la arena de combate. Estas batallas navales eran muy preciadas para el público romano por ser muy raras. En cuanto a las cazas, se realizaban combates de animales contra animales o de hombres contra animales.  
Dentro del anfiteatro había lugar también para las personas condenadas a muerte («noxii» en latín), que se llamaban «meridiani» (los de en medio), debido a que este espectáculo se llevaba a cabo en los intermedios del mediodía. De igual manera, en la época de Nerón, los cristianos eran quemados vivos. La muerte de los condenados se hacía en el escenario, a veces en forma de cuentos mitológicos.